# Vales de Zagro
Vales do Zagro é um sítio arqueológico localizado no atual Irão, onde foram encontrados os “bronzes do Luristão”.